# Frankenstein's Army
Frankenstein's Army és una pel·lícula de terror de metratge apropiat de 2013 dirigida per Richard Raaphorst, escrita per Chris W. Mitchell i Miguel Tejada-Flores , i protagonitzada per Karel Roden, Joshua Sasse, Luke Newberry, Alexander Mercury, Robert Gwilym, Andrei Zayats, Mark Stevenson i Hon Ping Tang. Una coproducció internacional dels Estats Units, la República Txeca i els Països Baixos, la pel·lícula està ambientada al Front Oriental de la Segona Guerra Mundial, vista des del punt de vista d'un equip de l'Exèrcit Roig. A la pel·lícula, les tropes soviètiques que envaeixen Alemanya es troben amb soldats mecànics no-morts creats per un científic boig descendent de Víctor Frankenstein.

## Argument
Durant els últims dies de la Segona Guerra Mundial, un equip de reconeixement soviètic format per Novikov, Sergei, Vassili, Alexei, Ivan, Sacha i el videògraf propagandista Dmitri estan en una missió per destruir un niu de franctiradors alemanys. Després de completar l'objectiu, l'esquadra rep una trucada de socors soviètica que es repeteix sense cap resposta a les seves consultes; al mateix temps, perden el contacte per ràdio amb l'alt comandament. Encara que els soldats es mostren escèptics davant la presència de forces soviètiques a la zona, el líder de l'equip Novikov els ordena que investiguin. Mentrestant, Dmitri entrevista els soldats i documenta la missió sota ordres de crear una pel·lícula de propaganda soviètica amb les gestes heroiques de l'Exèrcit Roig.
A mesura que s'apropen a les coordenades designades, Dmitri s'interessa i filma diversos fets estranys, com ara nazis morts inexplicablement, un convent cremat ple de monges massacrades i maquinària estranya. Quan els soldats arriben al seu destí, troben una església abandonada on activen accidentalment un "zombot": un cadàver reanimat amb implants mecànics fusionats al seu cos. El zombot mata a Novikov esventrant-lo abans de ser assassinat per la resta dels homes. Després d'això, Serguei es fa càrrec com el nou comandant i encara que Vassili desafia la seva autoritat, la resta de l'esquadra s'alinea amb Serguei.
Els soldats veuen entrar a l'església un cuidador gran i li embosquen. És interrogat per Dmitri, que li demana la ubicació dels soldats soviètics encallats que van sentir a la ràdio. El conserge insisteix que el poble està abandonat, amb tothom assassinat o espantat per les criatures creades per "El Doctor", però en Vassili s'impacienta i li talla el dit. Coaccionat per la tortura, el cuidador accepta conduir-los a la font de la trucada de socors soviètica, però en canvi els porta a una trampa zombot on Ivan és ferit de mort. L'esquadra aconsegueix escapar, i de tornada a l'església es troben amb un grup de supervivents alemanys: l'ancià Fritz, el nen Hans i la infermera Eva, que s'havien amagat dels zombots. Vassili suggereix matar-los, però l'Eva convenç els russos que l'estalviïn a ella i als seus companys supervivents oferint-se a ajudar l'Ivan ferit. Quan ella no pot salvar-lo i ell mor a causa de les seves ferides, Vassili l'ataca i la deixa inconscient. De sobte, Alexei és emboscat i assassinat per un mosquit com un zombot mentre més entren a l'església i s'apropen al grup.
Els supervivents aconsegueixen escapar a les catacumbes de l'església, on en Serguei descobreix que en Dmitri ha estat enganyant l'esquadra utilitzant una pertorbació d'emissores per bloquejar el contacte amb l'alt comandament i transmetre la falsa trucada de socors que van rebre. Dmitri revela que té una missió secreta del govern soviètic per capturar o matar el científic nazi que va crear els zombots, i per documentar la seva missió en cas que no el puguin capturar. Furiós perquè van ser enganyats i conduïts sense estar preparats en aquesta missió, Serguei i Vassili amenacen de matar a Dmitri, però ell afirma la seva autoritat en revelar que ell és un capità de l'Exèrcit Roig, superant a tots dos, i amenaçant les seves famílies amb retribució si desobeeixen les seves ordres. A mesura que en Dmitri dirigeix el grup més endins a les catacumbes, es troben amb aberracions cada cop més estranyes i finalment troben un canal que s'endinsa més a la fàbrica. Serguei i Vassili obliguen a Hans a baixar pel tobogan per investigar i el nen és assassinat ràpidament per un zombot que després puja pel tobogan i ataca el grup; tot i que aconsegueixen destruir-lo, Fritz és assassinat en la lluita per tenir un tros del cos del zombot encallat al cap. A continuació, Serguei, Vassili i Satxa planifiquen un motí contra Dmitri i el llancen a ell i al seu equip de cinema pel canal.
Incapaç de tornar a pujar, Dmitri s'endinsa més a les instal·lacions, i finalment és descobert i perseguit per una multitud de zombots. Mentre intenta escapar, és trobat i noquejat per Ivan, que s'ha convertit en zombot. Quan Dmitri recupera la consciència, es troba fet presoner pel cuidador, que es revela com el Dr. Viktor Frankenstein, un descendent trastornat del Victor Frankenstein original, i creador dels zombots. El metge li dóna a Dmitri un recorregut per les seves instal·lacions, explicant com va crear els zombots basant-se en el treball del seu avi i com es va convertir en sicari dels seus superiors nazis. Pel camí, Dmitri veu Hans, convertit en zombot, i Serguei i Vassili, tots dos capturats, amb aquest últim parcialment desmembrat. Dmitri i Frankenstein escolten aleshores un foc d'artilleria llunyà, que Dmitri revela que és l'Exèrcit Roig que s'acosta. Dmitri intenta reclutar Frankenstein en nom del govern soviètic, però en canvi, Frankenstein proposa un experiment que creu que posarà fi a la guerra: fusionar la meitat d'un cervell soviètic i un cervell nazi. Amb aquesta finalitat, lobotomitza un soldat nazi segrestat, i després Serguei, que jura venjar-se de Dmitri abans que Frankenstein comenci a operar-lo; durant la cirurgia, Frankenstein és assistit per Eva, que també s'ha convertit en zombot. Frankenstein elimina la meitat del cervell de Serguei i empelta la meitat del cervell del soldat nazi al cap de Serguei i després el reanima amb el seu generador. Frankenstein frena Dmitri sobre una taula per començar a experimentar amb ell, però l'artilleria de l'Exèrcit Roig comença de sobte a bombardejar la fàbrica. Frankenstein reuneix ràpidament els seus documents i es prepara per fugir, però Satxa, que va aconseguir eludir la captura, apareix per darrere i el mata a trets. Dmitri ordena a Satxa que l'alliberi, però Satxa no li fa cas, i s'emporta amb ell el cap de Frankenstein com a prova que va tenir èxit en la seva missió, juntament amb la càmera de Dmitri. Satxa fuig de les instal·lacions just quan el cos de Serguei cobra vida i mata a Dmitri.
Aleshores, el "document" acaba amb una foto d'un Satxa recentment promocionat al costat de Stalin.

## Repartiment
- Karel Roden com el Dr. Viktor Frankenstein
- Alexander Mercury com a Dmitri
- Joshua Sasse com a Sergei
- Andrei Zayats com a Vassili
- Hon Ping Tang com a Ivan, "Ivan Zombot"
- Mark Stevenson com a Alexei
- Luke Newberry com a Sacha
- Robert Gwilym com a Novikov
- Cristina Catalina com a Eva, "Nurse Zombot"
- Zdenek Barinka com a Hans, "Pod Zombot"
- Jan de Lukowicz com a Fritz
- Klaus Lucas com a Dieter, l'oficial nazi moribund

## Producció
Les històries del monstre de Frankenstein van pertorbar el director Richard Raaphorst quan era nen. Quan estava pensant en idees per a una pel·lícula de monstres, de seguida va tornar a la mitologia de Frankenstein, que va estendre fins a la Segona Guerra Mundial. Raaphorst va dir que se li va dibuixar la idea d'un exèrcit de Frankenstein a la Segona Guerra Mundial específicament perquè la idea era "demencial". Raaphorst havia treballat en una pel·lícula similar titulada Worst Case Scenario però Frankenstein's Army no en té relació.
La fotografia principal va començar el 5 de març de 2012 a Karlovy Vary a Txèquia Tot i que la pel·lícula utilitzava CGI, la majoria dels efectes eren pràctics; per exemple, els dobladors van ser incendiats. Els efectes pràctics, inspirats en La cosa de John Carpenter, va necessitar el que Raaphorst va descriure com a preses individuals llargues i complicades. Va dir que al final va valdre la pena, tot i que va experimentar dubtes durant el rodatge quan va emmalaltir.

## Llançament
Frankenstein's Army es va estrenar al Festival Internacional de Cinema de Rotterdam el 26 de gener de 2013. Va ser llançada als Estats Units el 26 de juliol de 2013. MPI Media Group i Dark Sky el van publicar en vídeo domèstic el 10 de setembre de 2013.

## Recepció
A l'agregador de ressenyes Rotten Tomatoes, Frankenstein's Army té una puntuació d'aprovació del 56% de 25 crítics i una puntuació mitjana de 5,47/10. Metacritic li va puntuar amb 49 punts de 100 basats en nou ressenyes.
Scott Foundas de Variety va escriure que la pel·lícula és "curta en la trama i llarga en dissenys de criatures enginyosament horripilants i efectes especials pràctics que es remunten als laboriosos festivals de la dècada de 1980 produïts pels gustos de Frank Henenlotter i Stuart Gordon." Foundas també va comparar el "junkyard chic" de la pel·lícula amb les pel·lícules steampunk de Shinya Tsukamoto. John DeFore de The Hollywood Reporter va escriure que els monstres i els efectes especials sagnants de la pel·lícula agradaran als aficionats al terror, però s'hauria d'haver centrat més en l'humor negre i la sàtira per atraure un públic més ampli de la pel·lícula de mitjanit. Andy Webster de The New York Times va descriure els monstres com a cyborgs steampunk i va escriure: "La profunditat narrativa pot ser escassa, però l'energia, la invenció i l'humor són estimulants."
Ignatiy Vishnevetsky de The A.V. Club la va qualificar de C− i la va anomenar "una pel·lícula de terror ridícula de la Segona Guerra Mundial empantanada pel seu truc de metratge trobat" que només funciona cap al final quan la pel·lícula representa els "monstres imaginativament grotescos". Jason Jenkins de Dread Central la va puntuar amb 3 de 5 estrelles i la va anomenar "una diversió, un bon moment furiós, tonto i sagnant" per als fans del terror. Lauren Taylor de Bloody Disgusting la va puntuar amb 1,5 sobre 5 estrelles i va dir que les imatges i els efectes no compensaven la manca d'una trama i l'estil innecessari de "metratge trobat". Bill Gibron de PopMatters la va considerar "una increïble festa steampunk splatter" les imatges visuals del qual compensen els seus errors narratius.
El director Richard Raaphorst va acusar el Resident Evil Village de Capcom de plagi l'any 2021 pel disseny del monstre Sturm, un cadàver ambulant unit a una hèlix d'avió que sembla semblant a un monstre que apareix a Frankenstein's Army.

## Premis
Al XLVI Festival Internacional de Cinema Fantàstic de Catalunya va rebre una menció especial al Premi Méliès d'argent al millor llargmetratge.